# Messoud Efendiev

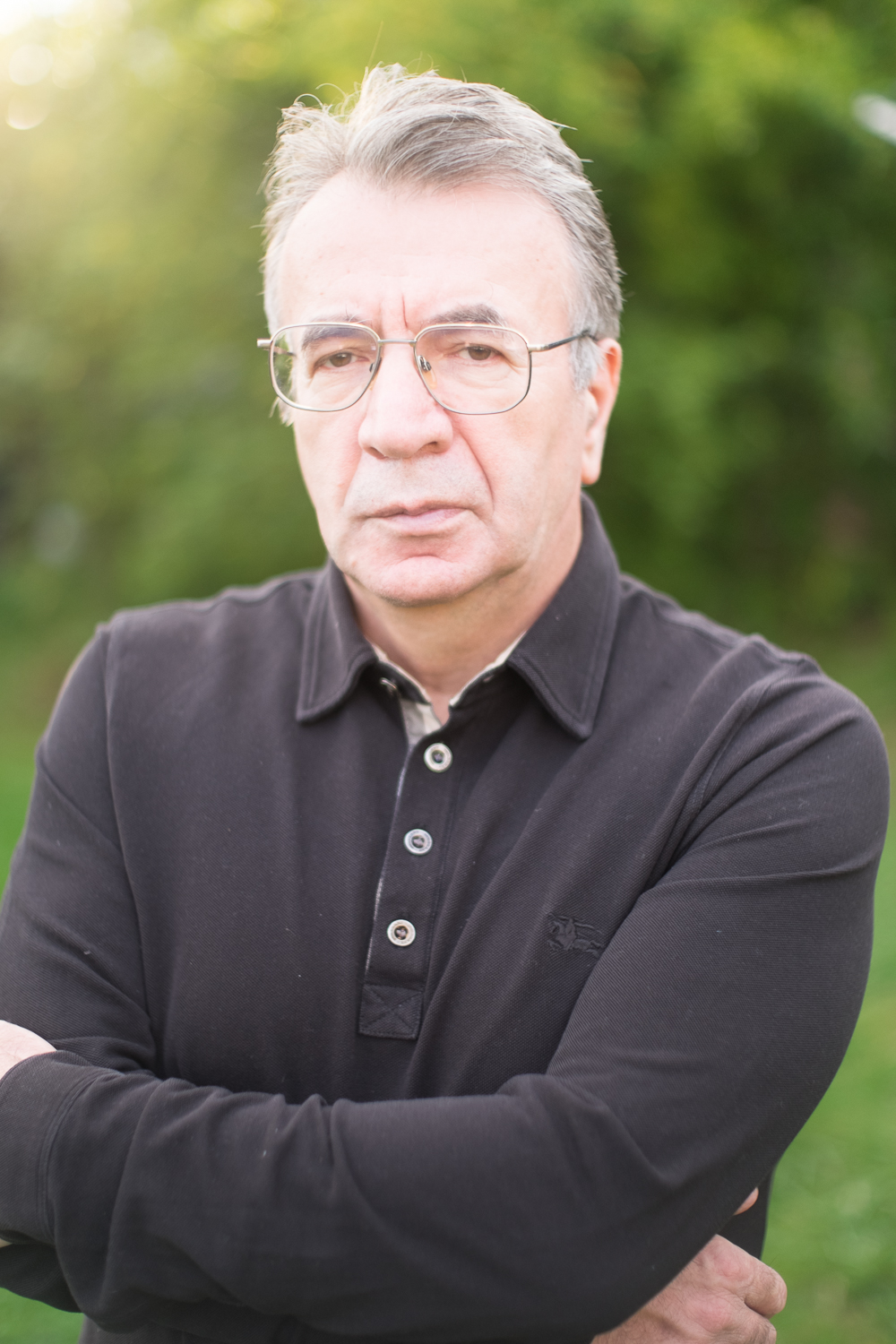

Messoud Efendiev (* 21. října 1953, Zaqatala, Ázerbájdžán) ázerbájdžánský vědec, matematik působící v Německu.

## Kariéra
Již jeho diplomová práce o topologických metodách v nelineární analýze, napsaná v letech 1974–1975 na Moskevské státní univerzitě pod vedením profesorů Marka Vishika a A. I. Snirelmanna, vzbudila pozornost. Jeho disertační práce o globální řešitelnosti nelineárních Hilbertových problémech byla napsána v letech 1975–1979 na Moskevské státní universitě a obhájena v roce 1980. Jeho habilitační práce s názvem „Geometrické vlastnosti nelineárních zobrazení vztahujících se k pseudodiferenciálním operátorům a jejich topologický stupeň“ byla obhájena v roce 1998 na Svobodné univerzitě v Berlíně.
V letech 1991–1994 pracoval na univerzitě ve Stuttgartu, 1994–1999 na Svobodné univerzitě Berlín a 2000–2005 jako vedoucí projektu SFB nazvaného „Multifield Problems“. V letech 2005–2007 působil jako hostující profesor na Technické univerzitě v Mnichově a 2007–2013 byl vedoucím Oddělení dynamických systémů v Ústavu biomatematiky a biometrie v Helmholtzově centru v Mnichově. V současné době pracuje jako vedoucí vědecký pracovník v Helmholtzově centru v Mnichově v Ústavu výpočetní biologie.

## Publikační činnost
Je šéfredaktor časopisu International Journal of Biomathematics and Biostatistics a zároveň členem redakčních rad předních světových periodik, např. Mathematical Methods in the Applied Science, Glasgow Journal of Mathematics, Journal of Nonautonomous and Stochastic Dynamical Systems, Advances in Mathematical Sciences and Applications, Journal of Coupled Systems and Multiscale Dynamics, American Institute of Mathematical Science (AIMS) – knižní řada Differential Equations and Dynamical Systems atd.
Publikoval významné příspěvky v řadě matematických disciplín, jako v nelineární analýze, v teorii topologických invariantů, globální řešitelnosti nelineárních okrajových úloh s pseudodiferenciálními operátory, zvláště pak v otázkách globální řešitelnosti klasických nelineárních Reimannových-Hilbertových problémů. Jeho současný výzkum se orientuje na nekonečněrozměrné dynamické systémy, na dimenzi a asymptotiku Kolmogorovovy entropie jejich atraktorů, matematického modelování živých systémů a jejich dlouhodobé dynamice, a to zejména v medicíně, biologii a ekologii. V těchto oborech získal ocenění Japonské společnosti pro podporu vědy JSPS a také stipendium fondu Otto Monsteda. Publikoval více než 150 časopiseckých a konferenčních článků a vydal 5 pokročilých monografií u předních vydavatelů – Springer, Birkhäuser, American Mathematical Society (řada nazvaná Mathematical Surveys and Monographs), Gakkotosho, American Institute of Mathematical Sciences. Spolupracoval s řadou významných matematiků z mnoha zemí.